# Chiến tranh giành độc lập lần thứ nhất của Scotland
Chiến tranh giành độc lập lần thứ nhất của Scotland (tiếng Anh: The First War of Scottish Independence), là giai đoạn đầu tiên trong một loạt các cuộc chiến tranh giữa hai vương quốc Anh và Scotland kéo dài từ năm 1296 khi người Anh tiến hành xâm lược Scotland đến 1328 với Hiệp ước Edinburgh-Northampton, và Scotland giành lại hoàn toàn nền độc lập vào năm 1314 sau trận Bannockburn. Mục tiêu của người Anh là áp đặt sự thống trị của mình lên đất nước Scotland, trong khi người Scotland chiến đấu để giữ nền độc lập.

## Bối cảnh

### Khủng hoảng kế vị ở Scotland

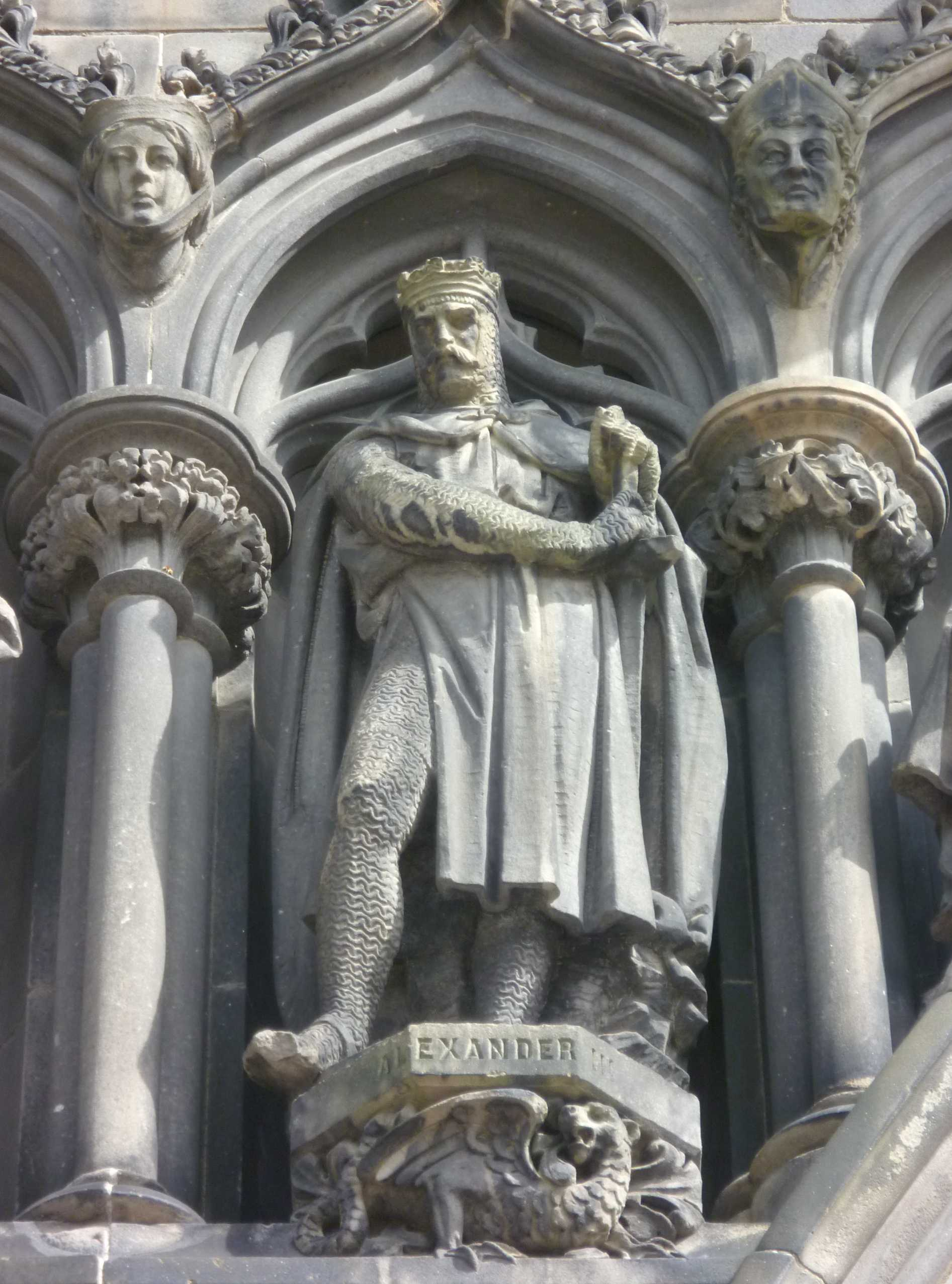
Tượng vua Alexander III (1241 - 1286) ở cửa tây St. Giles, Edinburgh

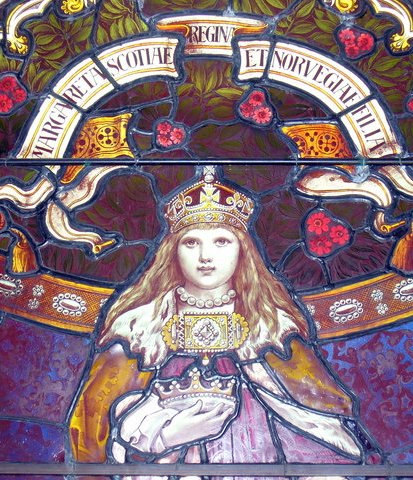
Margaret Maid của Na Uy, Nữ hoàng không đăng quang của Scotland

Đêm 18 tháng 3 năm 1286, nhà vua Scotland Alexander III qua đời một cách đột ngột sau tai nạn ngã ngựa ở ngọn núi Firth of Forth. Cả ba người con của nhà vua đều chết yểu, vì thế Scotland đứng trước tình trạng không có vua. Bấy giờ theo Đạo luật Kế vị, ngai vàng thuộc về Margaret Maid, con gái nhà vua Na Uy Eric II với Margaret của Scotland, chị gái vua Alexander III. Mẹ của Margaret Maid đã chết không lâu sau khi hạ sinh bà, vì thế Margaret Maid trở thành người thừa kế duy nhất trong hoàng tộc Canmore.
Tuy nhiên Nữ hoàng mới vẫn ở lại Na Uy, và đất nước Scotland được cai trị bởi Hội đồng nhiếp chính. Tin tức này nhanh chóng bay sang Anh quốc. Khi đó vua Edward I đang ở Gascony. Tháng 5 năm 1289, vua Anh đã buộc người Scotland chấp nhận thỏa thuận hôn nhân, theo đó nữ hoàng Scotland sẽ kết hôn với người con trai vừa chào đời của vua Anh là Edward xứ Caernarvon. Người Scot đã chấp thuận với Hiệp ước Birgham năm 1290 mặc dù các điều khoản của thỏa thuận vẫn thận trọng nhấn mạnh rằng Scotland vẫn là một quốc gia độc lập.
Tuy nhiên Nữ hoàng lại chết ở đảo Orkney vào ngày 26 tháng 11 năm 1290 khi đang trên đường đến Scotland, khi đó mới có 8 tuổi. Ngôi vua bỏ trống, hoàng tộc không còn ai kế thừa, một cuộc khủng hoảng kế vị đã nổ ra giữa các quý tộc trong nước.

### Sự can thiệp của bạo quân

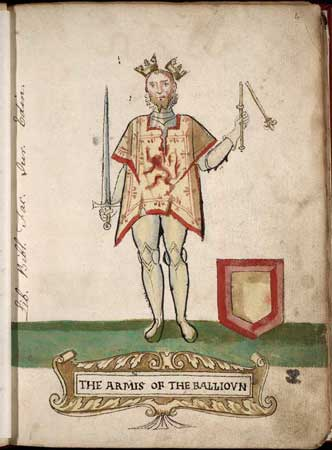
John Balliol (1249 - 1314)

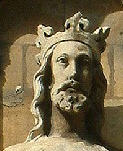
Edward I của Anh (1239 - 1307)

Các quý tộc Scotland cùng nhau mời vua Edward I can thiệp cho cuộc khủng hoảng kế vị. Tháng 5 năm 1291, nhà vua cùng các quý tộc Scotland gặp nhau ở Norham. Tại đây, vua Anh buộc người Scots phải trao Lâu đài Hoàng gia của vương quốc cho mình, và quân đội Anh đã sẵn sàng chiến đấu. Các quý tộc Scotland phải chấp thuận giao quyền kiểm soát đất nước cho nhà vua Anh. Ngày 13 tháng 6, Edward I được tôn làm Thượng Tể Scotland.
Sau khi kết thúc cuộc Thập tự chinh lần thứ 9, Edward I dồn sự chú tâm vào vùng phía bắc của vương quốc của mình. Lúc bấy giờ có tới 14 người tranh nhau ngôi vua Scotland, trong đó nổi bật là Robert the Bruce (ông nội vua Robert I) và John Balliol. John Balliol có nhiều lãnh địa ở Anh và Pháp, và có xu hướng thân Anh. Ngày 17 tháng 11 năm 1292, Edward I ủng hộ John lên ngôi vua tại Berwich. Ngày 30 tháng 11 cùng năm, John đăng cơ tại Scone, tuy nhiên quyền kiểm soát vương quốc vẫn nằm trong tay người Anh.
Edward I cố gắng áp đặt quyền lực lên vương quốc Scotland, biến nơi đây thành chư hầu của mình. Ông yêu cầu John phải thể hiện lòng trung thành đối với mình, nộp thuế phục vụ cho các chiến dịch quân sự của người Anh, mang quân đi đánh không lương cho vua Anh trong cuộc chiến với Pháp. Năm 1293, Edward I tuyên chiến với nhà vua nước Pháp, Philip IV. Vua Anh gửi thư triệu tập vua Scotland và 18 lãnh chúa, yêu cầu phục vụ phong kiến (tức đánh thuê không lương cho người Anh). Đáp lại, phía Scotland thành lập một Nghị viện với 12 người vào tháng 7 năm 1295 theo đường lối cứng rắn. Họ quyết định hỗ trợ Pháp quốc và ký với người Pháp một bản Hiệp ước, thường gọi là Liên minh Auld.

## Diễn biến

### Quân Anh chiếm Scotland

#### Sự phẫn nộ của bạo quân
Dù khi đó đang phải đối mặt với chiến tranh với Pháp và bạo loạn ở Wales, nhưng Edward I vẫn quyết tâm xâm lăng Scotland. Để chuẩn bị cho chiến tranh, các lãnh chúa phong kiến Scotland cũng tập hợp quân đội tại Caddonlee, điểm tập hợp truyền thống của đội quân người Scotland ở gần Selkirk. Tuy nhiên quân đội của nhà Bruce cũng không tham gia chiến đấu vì họ không ủng hộ John; thay vào đó họ cam kết trung thành với vua Anh ở lâu đài Wark ở Tweed of Easter năm 1296. Quyền chỉ huy quân đội thuộc về John Comyn - Bá tước xứ Buchan thay cho nhà vua, cùng với đó là Bá tước của Menteith, Trathearn, Lenox, Rose, Attholl, Mar... Quân đội Scotland vượt qua Solway để vào nước Anh, trên đường đi họ thỏa sức cướp phá, chém giết, thậm chí cả chính đồng bào của mình. Sau thất bại trong nỗ lực tấn công lâu đài Carlisle, vào đầu tháng 4, người Scotland lại đột kích Northumberland và Cumberland một lần nữa, gây nhiều thiệt hại cho kẻ địch. Sử gia Lanercost ghi nhận quân đội Scotland đã thiêu sống hơn 200 thiếu niên nhỏ tuổi đang trên đường đi học.
Tin tức truyền đến tai Edward I càng làm tăng cao quyết tâm của nhà vua. Ngày 28 tháng 3, ông vượt qua Tweed ở gần Coldstream và tiến về hướng đông, đến Berwich. Ngày 29 tháng 3, vua Anh buộc thành phố này đầu hàng nhưng ông đồn trú không theo và chế nhạo lại. Tức giận, nhà vua phát động tổng tấn công cả hai đường thủy bộ. Mặc dù bị một số thiệt hại từ cánh quân thủy, nhưng cánh quân bộ của người Anh đã chiến đấu khá hiệu quả. Binh sĩ Scotland bỏ chạy, và pháo đài phòng thủ Red Hall bị người Anh đốt cháy cùng hơn 30 thương gia người Flemish trong đó. Tuy nhiên quân Anh cũng bị thiệt hại khi Richard xứ Cornwall, em họ vua Anh đã tủ trận. Nhà vua nổi cơn thịnh nộ, nhưng vẫn tha cho những phụ nữ và trẻ em trong thành, còn lại tất cả đều bỏ mạng sau một cuộc tắm máu tàn khốc của quân đội Anh.

#### Trận Dunbar và sự sụp đổ của Scotland
Edward ở lại Edward trong bốn tuần và biến nơi đây thành một căn cứ quân sự cho những chiến dịch tiếp theo. Bấy giờ Bá tước xứ Dunbar đã đầu hàng nhưng vợ ông đã nhân lúc ông không có ở đó mà mở cửa lâu đài của Dunbar cho người Scotland. John de Warenne-Bá tước của Surrey đã nhanh chóng tiến đến phong tỏa lâu đài. Ngày 27 tháng 4, quân đội của vua John giao chiến với quan của Warenne. Warenne nhân lúc người Scots chủ quan nghĩ rằng quân Anh đang nghỉ ngơi mà vượt qua Spott Burn và tấn công. Những người Scotland vốn thiếu kinh nghiệm chiến đấu nhanh chóng thất thủ.
Trong trận Dunbar, tổng cộng có tới 171 quý tộc và hiệp sĩ Scotland bị bắt làm tù binh và bộ máy quân sự không hiệu quả của người Scotland bị phá hủy hoàn toàn. Một vài người trong số họ bị tống vào Tháp London, còn lại được chia vào các lâu đài ở ở miền trung và miền Nam nước Anh. Andrew Murray-Bá tước của Moray, hiện là Hộ sĩ (chuẩn bị đào tạo thành Hiệp sĩ) cũng bị bắt trong trận đó và bị giam tại lâu đài Chester Castle. Sau trận chiến đó, vương quốc Scotland trở nên rỗng tuếch. Ở Stirling, quân sĩ Scots nhanh chóng bỏ chạy, và nơi này rơi vào tay người Anh.
Những gì sau đó không thể gọi là một trận chiến nữa. Quân đội của Edward I nhanh chóng giành được các vùng lãnh thổ ở phía bắc một cách quá dễ dàng. Vua John thoái vị tại Stracathro gần Montrose ngày 10 tháng 7 năm 1296. Edward I tìm cách hạ nhục John bằng cách xé toạc áo choàng của John, tống ông ta vào tháp London. Đồng thời nhà vua đem theo các sách sử của Scotland và Black Rood cùng trở về Anh. Ở Scone nơi mà các vị vua Scotland làm lễ gia miện, có The Stone of Destiny, và vua Anh đã đem nó đến Westminster Abbey nơi có những chiếc ghế bằng gỗ để phục vụ cho lễ đăng quang của các vị vua Anh.

### Người Scotland vùng dậy

#### Sự đô hộ của nước Anh lên Scotland
Ngày 28 tháng 8 năm 1296, Vua Edward I triệu tập Quốc hội Scotland tại Berwich, hơn 2000 quý tộc Scots tuyên thệ trung thành với nhà vua, những người này được gọi là "Ragman Roll". William Wallace không có tên trong danh sách này, một hành động minh chứng cho sự trung thành của ông đối với Tổ quốc. Robert the Brus, phụ thân của nhà vua Robert I về sau, ảo tưởng rằng việc thể hiện lòng trung thành với vua Anh sẽ mang đến cho mình chiếc vương miện, nhưng ông đã lầm. Edward Plantagenet đã quát vào mặt ông rằng
Chẳng nhẽ trẫm đây không có việc gì khác ngoài việc trao vương quốc vừa mới giành được cho nhà người.
Ngày 17 tháng 9, Edward Plantagenet cùng quân đội của mình ca khải hoàn về nước, để lại quyền điều hành Scotland cho John de Warenne, Bá tước xứ Surrey. Sir Hugh de Cressingham làm Thủ quỹ của Scotland và Walter Amersham làm Đại pháp quan. Tất cả các lâu đài chiến lược đều nằm trong tay Edward I. Người Anh bóc lột thậm tệ người Scotland bằng cách đánh thuế nặng, và bắt quý tộc Scotland làm lính cho mình chiến đấu với người Pháp ở Flanders. Cressingham vào cuối tháng 5 năm 1297, đã lấy đi của Scotland £ 5.188 6s. 8d. cho ngân khố Anh, một con số khủng khiếp.

#### Andrew Moray và William Wallace

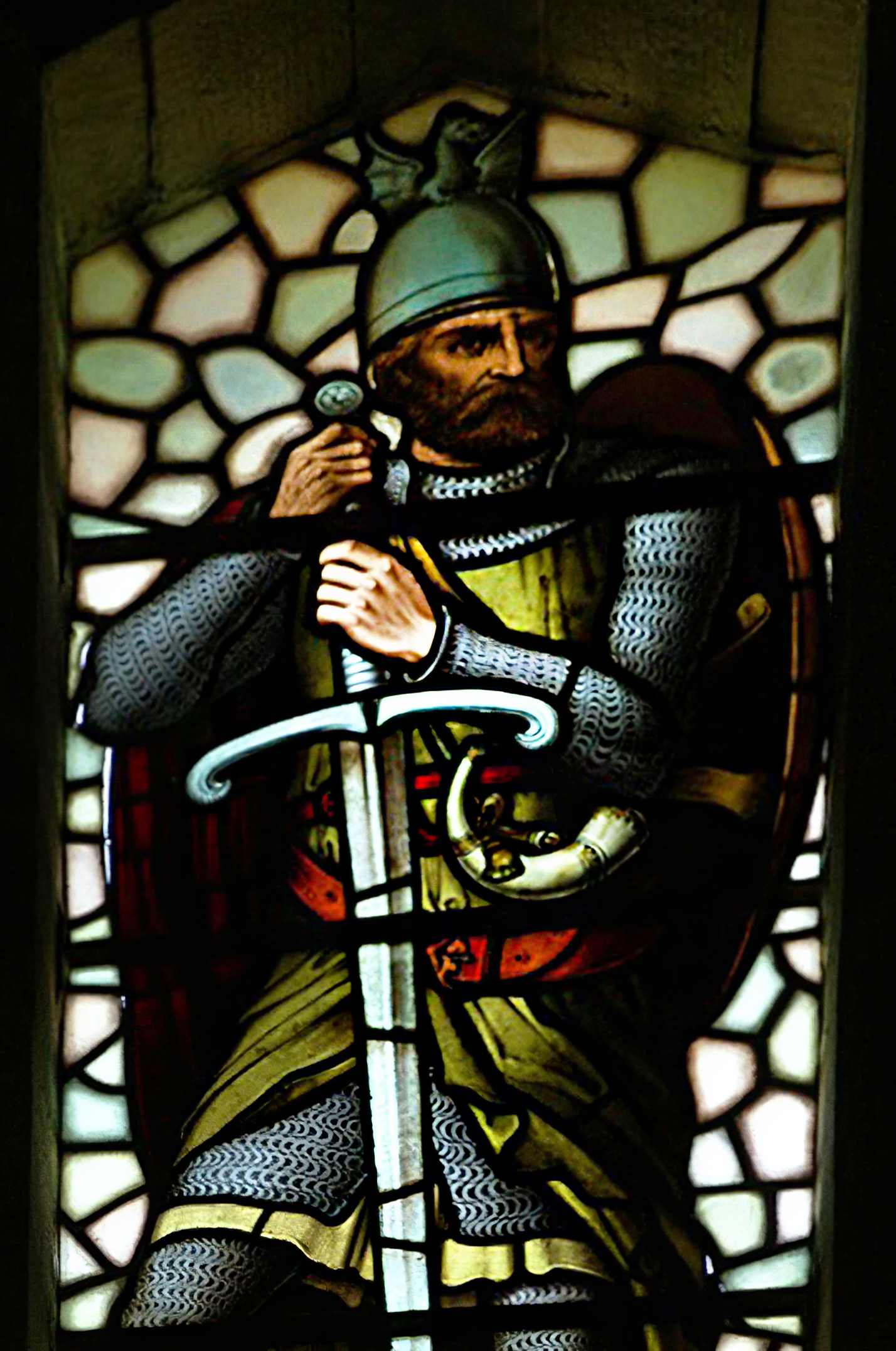
Tranh vẽ William Wallace trong trang phục Hiệp sĩ

Mùa đông năm 1296, Andrew Moray trốn thoát được khỏi nhà tù của Anh quốc và trở về lãnh địa của phụ thân tại Scotland. Tại đây, ông tích cực chuẩn bị chống lại quân đô hộ và đến tháng 5 năm 1297 thì chính thức tuyên chiến với người Anh tại Avoch.
Cũng vào tháng 5 năm 1297, người Scotland bắt đầu nổi dậy. Sự kiện tiêu biểu là William Wallace giết chết William de Heselrig, quận trưởng của Lanark, để báo thù việc ông này sát hại người vợ vừa kết hôn của mình là Marion Braidfute, người thừa kế nhà Lamington. Sau đó ông cùng với William the Hardy, Lãnh chúa Douglas tiến hành một cuộc đột kích vào Scone.
Tuy nhiên quyết tâm của hai vị anh hùng này bị một cú sốc khá lớn khi các quý tộc Scotland lại bị người Anh mua chuộc với cuộc thương thuyết tại Irvine vào tháng 7. Tháng 8, Wallace rời khỏi rừng Selkirk với những người theo ông và tham gia vào lực lượng của Andrew Moray.
Nửa đầu năm 1297 chứng kiến sự bùng nổ phong trào nổi dậy ở Scotland. Các quan chức người Anh trở nên lo sợ và gửi thư cầu cứu đến nhà vua. Ở Argyll và Ross, người Anh bị đánh tan. Ở phía tây, các thành phố Lachlan và Ruarie MacRuarie của vùng Garmoran chìm ngập trong những cuộc nổi loạn, hoàng gia Anh chịu tổn thất khá lớn. Ở phía tây nam, bạo loạn cũng bùng phát ở Galloway và phiến quân chiếm giữ các lâu đài vốn nằm trong tay người của vua Edward. Cũng có các cuộc xung đột ở Fife, nơi mà MacDuff của Fife và con trai của ông dẫn đầu một cuộc nổi loạn.

#### Tấn công lâu đài Urquhart

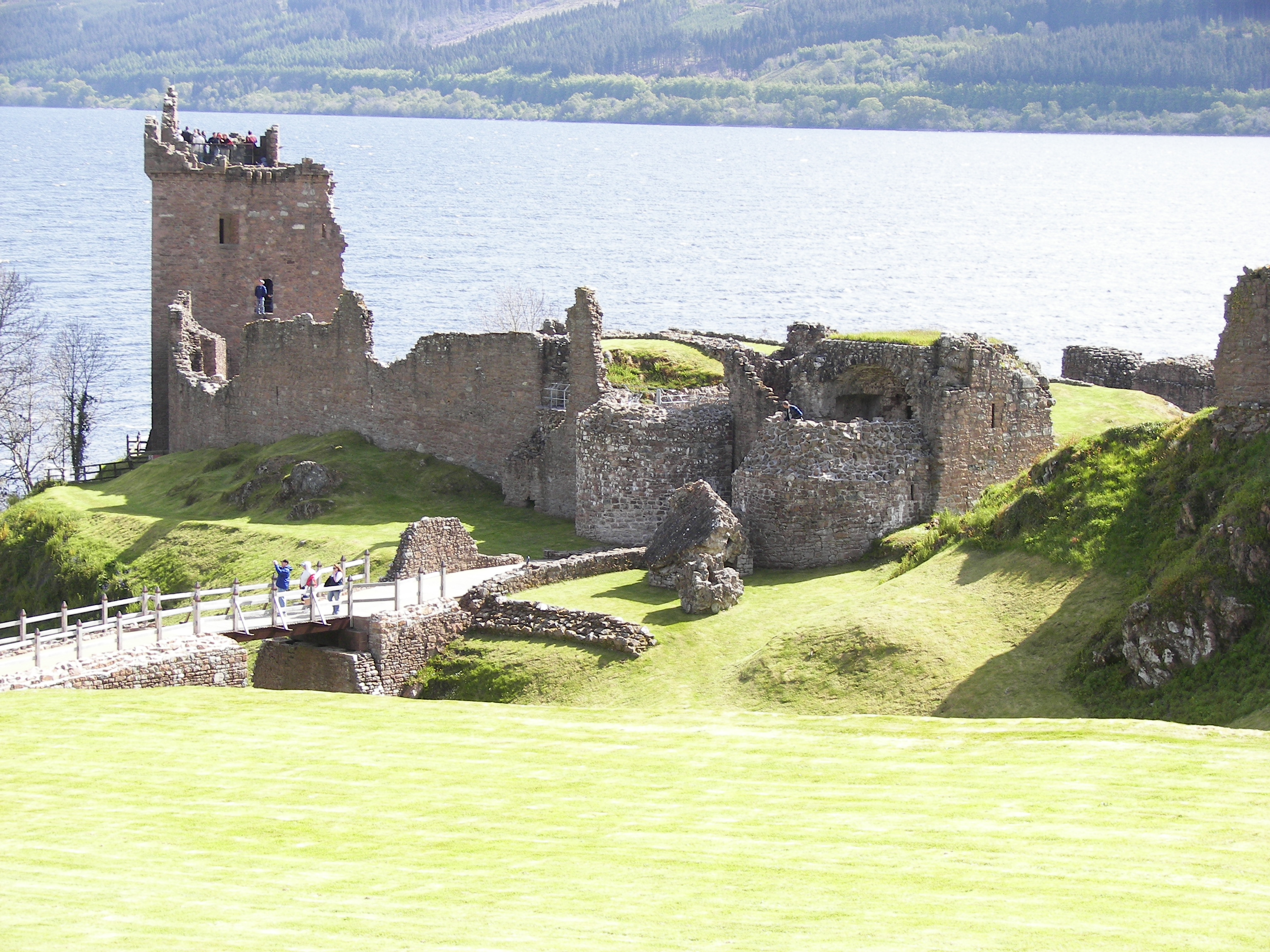
Lâu đài Urquhart

Cuối tháng 5 năm 1297, Sir William Fitz Warin trên đường trở về lâu đài Urquhart sau một cuộc họp bàn cách đối phó với Andrew Moray. Khi còn cách Inverness một vài dặm về phía nam, ông bị lực lượng của Andrew Moray phục kích nhưng may mắn trốn thoát về lâu đài. Tuy nhiên này hôm sau khi ông thức dậy thì tòa lâu đài đã bị lực lượng của Moray bao vây. Từ bên ngoài, người Scots liên tục yêu cầu những người bên trong đầu hàng. Nữ bá tước của Ross, có chồng đang bị Edward I giam giữ trong tháp London cũng đến khuyên Warin nên đầu hàng, nhưng lại không nhập hội với Moray. Tuy nhiên lời khuyên này không được chấp nhận. Cuộc tấn công cuối cùng thất bại, và Andrew Moray phải triệt thoái lực lượng. Ông gửi một bản ghi chép về diễn biến trận đánh đến nhà vua của mình.
Cuộc tấn công của Andrew Moray mặc dù thất bại nhưng đã thu hút được khá nhiều người Scotland tham gia vào phong trào giải phóng, khiến bộ máy cai trị của người Anh lung lay. Và đến cuối cùng thì lâu đài Urquhart cũng trở lại với người Scots. Cùng trong thời gian đó xảy ra sự kiện William Wallace vào cảng Aberdeen, và đã đốt cháy các tàu của người Anh neo tại cảng.
Vua Edward Plantanaget đang bận chuẩn bị cho chiến dịch ở Flanders, và tìm cách đối phó với các mối đe dọa từ Andrew Moray bằng cách phóng thích các quý tộc Scotland vào ngày 11 tháng 6 năm 1297 và gửi họ đến tỉnh Moray để giải vây cho Fitz Warin. Trong số những lãnh chúa nhận được nhận lệnh của nhà vua có cả Henry Cheyne-Giám mục của Aberdeen, Sir Gartnait của Mar, người thừa kế lãnh địa bá tước Mar và John Comyn, Bá tước xứ Buchan và Huân tước của Scotland... Lực lượng trấn áp khởi hành từ Aberdeen vào đầu tháng 7 năm 1297. Andrew Moray phản ứng lại bằng cách hành quân về phía đông để đối đầu với họ. Hai đạo quân đã gặp nhau trên bờ sông Spey tại Enzie, trên đường từ Aberdeen đến Inverness ở gần các vùng nước cạn của sông Spey, rìa phía đông của tỉnh Moray. Không có tài liệu ghi chép nào còn sót lại nói về cuộc đối đầu diễn ra sau đó. Một tài liệu cực kỳ mơ hồ về sự kiện sau đó đã được gửi từ Inverness đến cho nhà vua Edward bởi Đức Giám mục Cheyne vào ngày 25 tháng 8 và nói rằng Moray cùng phiến quân của ông đã rút vào một sào huyết trong đầm lầy và rừng cây, nơi được cho là "không kỵ sĩ nào có thể đến được".
Đây là một lời giải thích rất không thực tế và có lẽ hai bên đều không muốn chiến đấu vì họ cùng là người Scot và không ai coi đối phương là kẻ thù. Lúc đó Hugh de Cressingham-người quản trị ngân khố của nhà vua đã nhìn thấy bức thư này và không tin vào các lãnh chúa Scotland được phóng thính. Ông viết thư cho nhà vua vào ngày 5 tháng 8: 
Sir Andrew de Rait đang tạo lòng tin với bệ hạ, và cả thần nữa, nhưng thực tế thì trong nhiều thời điểm không thể tin ông ta được. Bệ hạ đừng nên đánh giá cao uy tín của ông ta.

#### Trận Cầu Stirling

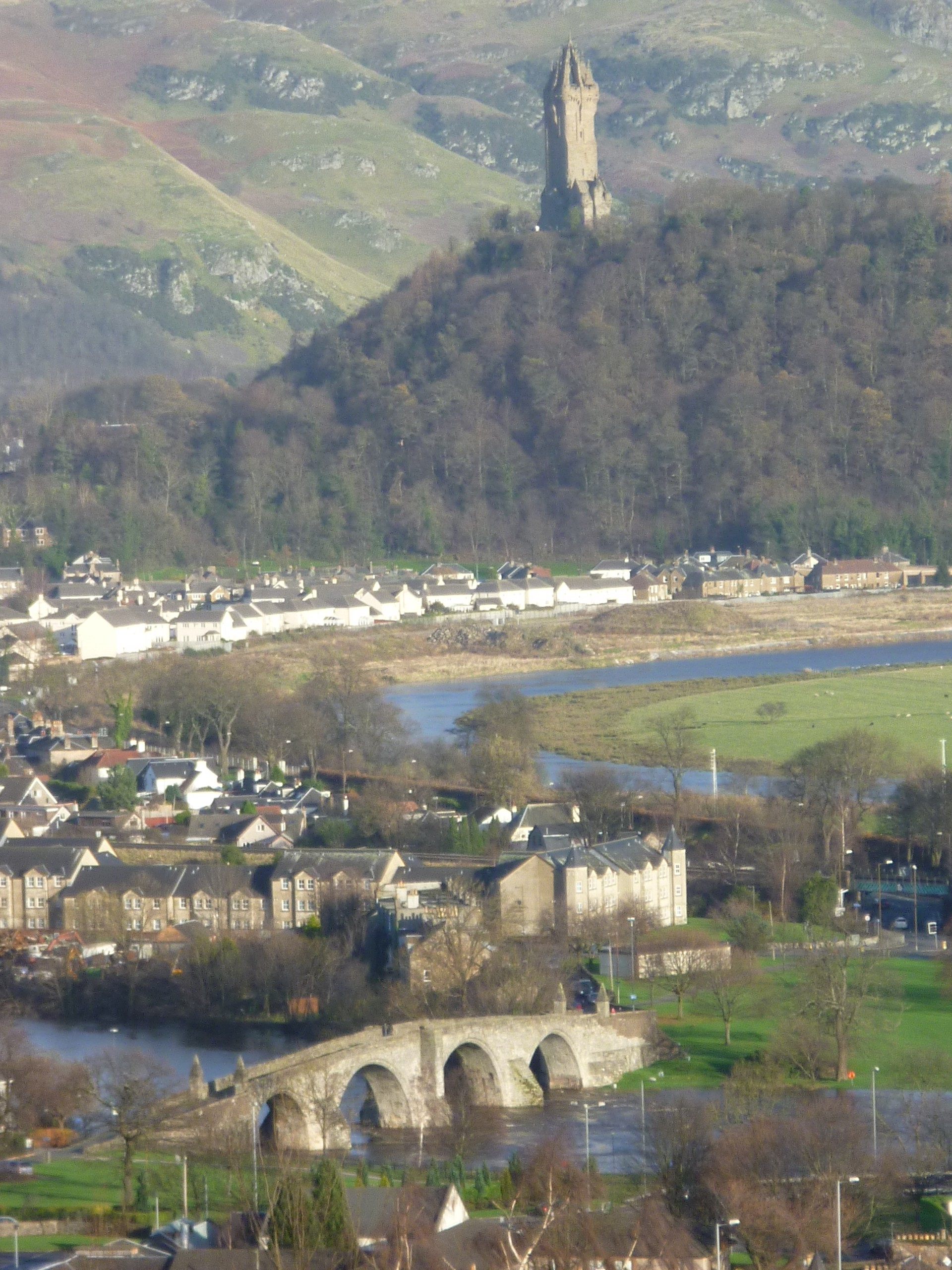
Cầu Stirling cũ và đài tưởng niệm Wallace

Đến mùa thu năm 1297, Andrew Moray chiếm quyền kiểm soát miền bắc và William Wallace hoành hành ở phía tây-trung tâm Scotland, và phía nam cũng gặp phải tình trạng nổi dậy của các thủ lĩnh địa phương. Một trong số các chỉ huy của nó là James Steward của Scotland và Robert Wishart, Giám mục của Glasgow. Robert Bruce, vị vua tương lai của vương quốc cũng được nhiều người ủng hộ. Tuy nhiên những cuộc nổi dậy ở phía nam nhanh chóng bị đánh bại, và những người này phải thỏa hiệp với người Anh bằng hòa ước Irvine vào tháng 7.
Vua Edward tìm cách thương lượng với Moray bằng cách hứa thả Sir Andrew Moray của Petty (bố của Andrew Moray) khỏi Tòa tháp và thay vào đó là chính bản thân ông. Công văn được gửi đi ngày 28 tháng 8 năm 1297. Có lẽ bức thư không được gửi đến chỗ Moray hoặc ông từ chối đề nghị nên cha ông đã bị buộc phải ở lại và chết trong tù ngày 4 tháng 4 năm 1298.
Đến tháng 8, hầu như toàn bộ miền bắc Scotland từ Forth trở lên đã được giải phóng, trừ Dundee. Surney huy động quân từ các quận phía bắc của Trent, theo ước tính của Cressingham, viên quan quản trị ngân khố, quân đội của Warenne có từ 300 kỵ binh và 10.000 và bộ binh.
Kể từ trận chiến Largs năm 1268, Scotland hầu như không có chiến tranh, vì thế quân đội nước này không có nhiều kinh nghiệm, bởi vậy đã thất bại thê thảm vào năm 1296 trong trận Dunbar. Đến khi Wallace và Moray huy động lực lượng thì áp dụng vào tất cả các chủ đất và vào những người đàn ông trưởng thành kể từ lớp người "không có ngựa". Họ được yêu cầu là phải tự trang bị lấy những vũ khí và áo giáp thích hợp và duyệt đội ngũ được tiến hành thường xuyê. Bằng cách kêu gọi sự phục vụ dân Scotland, Andrew Murray và William Wallace đã huy động được nhiều một đội quân từ nhiều vùng. Sau khi trận Stirling Bridge kết thúc, họ đã nhận được danh hiệu "chỉ huy của quân đội của Scotland".
Cầu Stirling vào thế kỉ XIII là một cây cầu bằng gỗ lớn, có tám chân cầu bằng đá, mặc dù nó hầu như không đủ rộng để cho phép một chiếc xe và một con ngựa lưu thông một cách dễ dàng. Có thể Tư lệnh quân Anh đã cho quân bao quanh một khúc sông và dàn trận ở phía bắc con sông. Từ cây cầu, một con đập cao chạy về phía tây bắc qua một bãi chăn dê có thể trở thành đầm lầy sau những cơn mưa lớn. Bên ngoài khu này là rừng cây rậm rạp-Abbey Craig, kéo dài 360 ft, tạo ra một bức tranh toàn cảnh về chiến trường.
James Stewart và những người dưới quyền Bá tước Lennox cùng với một số lãnh chúa người Scotland khác đã ở trong đạo quân của Bá tước Surney. Stewart và đại đội của ông ta đề nghị với Surrey hoãn binh thêm một khoảng thời gian nữa để họ thử tìm cách đàm phán, nhưng không được.
Stewart trở về doanh trại của quân Anh tại Stirling vào ngày 10 tháng 9 và đưa 40 kỵ sĩ đến hỗ trợ. Hôm sau 40 người đó gặp một toán quân làm nhiệm vụ đột kích đang quay trở lại doanh trại, giữa hai bên đã nổ ra tranh cãi, Bá tước Lennox đã đâm vào cổ lính bộ binh cãi vã với mình. Surney tỏ ra bình tĩnh khi quân sĩ của ông đòi trả thù. Sáng hôm sau, quân Anh vượt sông, cây cầu Stirling Bridge chỉ đủ rộng để cho hai kỵ sĩ đi ngựa hàng đôi nên phải mất một khoảng thời gian khá lâu để đội quân tiên phong có thể vượt qua, tuy nhiên họ đã bị gọi về rồi lại vượt qua cây cầu một lần nữa, vì vị bá tước vẫn chưa thức dậy.
Khi Warenne thức dậy, quân Anh lại bắt đầu băng qua cây cầu Stirling Bridge nhưng lại bị gọi lại vì bá tước cho rằng Stewart và Lennox đến để chuyển lời xin hòa của người Scot, dù họ chỉ đến xin lỗi chuyện hôm qua. Cuối cùng, Warenne gửi hai vị tu sĩ dòng Dominican để điều điều đình với các thủ lĩnh của người Scotland lúc này đang đóng ở Craig Abbey. Tuy nhiên Wallace đáp
Hãy quay lại với câu trả lời này, chúng tôi đến đây không phải là để đàn phán hòa bình, mà là tham gia trận đánh để bảo vệ chính mình và giải phóng vương quốc của chúng tôi. Hãy để họ đến đây và chúng tôi sẽ chứng minh điều này trước mặt của họ.
Quân đội mà Wallace và Murray hội binh lại với nhau tại Stirling. Người Scotland sử dụng chiến thuật theo dõi và chờ đợi để hoặc chấp nhận một trận chiến nếu tình hình thuận lợi, hoặc rút lui nếu thấy bất lợi. Từ trên các tảng đá của Craig Abbey, Wallace và Murray quan sát việc đến và đi của quân đội Anh trên cây cầu Stirling Bridge và quyết định chiến đấu. Quân đội Scotland đã cắm trại trong rừng giữa Craig Abbey và Ochil Hills, nơi có thể tiến thoái nhưng không thích hợp để triển khai nhiều quân vào cuộc chiến đấu, trong vài đêm hôm trước.
Người Scotland tiến lên từ phía rừng và thành lập đội hình chiến đấu của họ ở phía dưới Craig Abbey trong tầm mắt của người Anh. Chỉ cách đó có một dặm đường, các chỉ huy người Anh quan sát việc triển khai của quân Scotland từ những bức tường có lỗ châu mai của lâu đài Stirling Castle. Warenne tỏ ra chủ quan, coi thường người Scotland vốn bị đánh bại dễ ở trận Dunbar.
Warenne đã bỏ qua sự thận trọng và từ chối lời khuyên của Richard Lundie, và ông quyết định làm theo ý kiến của Cressingham lập tức vượt sông. Đó là một quyết định cực kì sai lầm. Quân Anh bắt đầu vượt qua một cây cầu rất hẹp thậm chí rất khó khăn cho hai người cưỡi ngựa đi hàng đôi và họ đã mất cả buổi sáng để chuyển quân mà không gặp trở ngại gì, cho đến khi đội quân tiên phong đã được chuyển sang một bên bờ của dòng sông và phần còn lại của quân Anh lại ở bên kia.
Khoảng non nửa quân Anh, vượt qua cây cầu Stirling Bridge lúc 11:00 cùng với Cressingham. Có thể người Anh cho rằng quân địch đã rút lui trước khi quân Anh chuyển qua cây Stirling Bridge đủ quân để mở ra một cuộc tấn công. Trong lúc đó người Scotland đã quyết định rằng, thay vì binh bất động và phòng thủ, cho phép toàn bộ quân đội Anh qua sông và tấn công họ, họ sẽ chủ động tấn công trước,
6.000 binh sĩ Scotland đã dàn trận ở Craig Abbey, cách quân tiên phong Anh nửa dặm trên một đồng cỏ bằng phẳng. Trong khi đó, kỵ binh Anh đã vượt qua sông và chờ đợi bộ binh. Khi hoảng 2000 quân Anh qua bờ bắc, người Scotlang tấn công. Wallace và Murray nhảy lên ngựa chiến đấu cùng các kị sĩ. Ở khoảng cách 1.000 yard quân Scotland tách tách ra thành hai đội quân và hầu hết khoảng cách giữa hai đội quân này được giữ nguyên với tốc độ không đổi và không có sự rối loạn giữa các hàng quân.
Người Scot siết chặt đội ngũ và háo hức tiến về phía đối phương. Cây cầu Stirling Bridge vẫn bị chặt cứng bởi quân Anh, một số người khác đã điên cuồng tìm cách triển khai một số loại phòng thủ ở phía trước cùng với những người đã vượt qua sông trước đó, một số khác lại bị dao động khi quân Scotland bao quanh và lao vào họ. Tất cả các lực lượng kỵ binh, cung thủ và giáo binh đều không thể chịu được sức mạnh và độ tàn khốc của cuộc tấn công của quân Scotland. Họ rơi vào cái bẫy được hình thành bởi vòng lặp của khúc sông phía sau của họ. Đầu cầu đã sớm nằm trong tay người Scotland và không có lối thoát bởi một số lượng rất lớn binh sĩ Anh trên cầu, và hầu hết họ bị tiêu diệt. Warenne, Huntercombe và Latimer đều không thể vượt qua cây cầu Stirling Bridge, và chỉ trơ mắt nhìn quân đội của mình bị tiêu diệt. Một số quân Anh chết đuối hoặc bị giết bởi những ngọn giáo của đối phương. Vài trăm người thoát được bằng cách bơi qua sông.
Trong số những người tử trận có cả Huân tước của Lâu đài Stirling và Cressingham. Hiệp sĩ Marmaduke de Thweng của Yorkshire đã tận dụng sự hỗn loạn này và trốn thoát, Marmaduke tập hợp lại các kỵ sĩ của mình và dẫn họ mở đường máu xuyên qua các hàng giáo binh Scotland và quay lại phía sau về phía cây cầu. Cuộc tấn công của nhóm kỵ binh bọc thép đã gạt được quân Scotland sang một bên và với Marmaduke dẫn đầu nhóm, họ mở một con đường máu trốn thoát.
Người Scotland đã trả thù Cressingham béo phì bằng cách lột da ông này và chia những miếng da của ông ta cho binh lính của họ. Sau đó họ làm cho ông ta một chiếc bia mộ có ghi
Trong số những kẻ lừa gạt, hắn ta là kẻ lừa gạt nhất, trơn trượt nhất, kiêu căng nhất, nghiện ngập nhất, tham lam nhất.
Warenne rời bỏ cây cầu Stirling Bridge chạy trốn về Berwick một cách an toàn với một kỵ binh hộ tống mạnh mẽ. Ông bỏ lại quân đội của mình và miền nam Scotland, để miền bắc nước Anh cho các cuộc tấn công trả thù của người Scotland. Tháng 1 năm 1298, lâu đài Stirling đầu hàng Wallace. Robert de Ros đã bị trói bằng xích xắt và bỏ tù tại Dumbarton Castle. Stewart và Bá tước của Lennox cũng trở về với người Scot. Wallace với phần lớn quân đội của mình vẫn ở lại trong vùng Stirling, ăn mừng chiến thắng và chia sẻ những chiến lợi phẩm thu được từ trận đánh.

#### Cái chết của Andrew Moray
Tuy nhiên Andrew Moray có thể đã chết trong trận chiến hoặc bị thương. Một toà án phán xét về số phận của Sir William Moray của Bothwell-chú của Andrew Moray-người đã qua đời trong cảnh nghèo đói ở Anh, được tổ chức tại Berwick vào tháng 10 năm 1300. Người ta đã viết trong các thủ tục tố tụng rằng Andrew Moray đã: "bị giết tại Stirling khi đang chống lại nhà vua". Tuy nhiên vẫn có tài liệu nói rằng Moray vẫn còn sống sau trận Stirling Bridge. Bức thư đầu tiên, được gửi từ Haddington ngày 11 tháng 10 viết rằng: "Andrew de Moray và William Wallace, các nhà lãnh đạo của vương quốc Scotland và dân chúng của vương quốc" bức thứ hai được gửi trước đó từ Hexham ngày 7 tháng 11 có viết: "Andrew de Moray và William Wallace, các nhà lãnh đạo quân đội và các vùng đất của Scotland" và tên của Moray không xuất hiện trên bất kỳ tài liệu còn sót lại sau đó. Sự kiện này được giải thích bởi hầu hết các sử gia là Moray đã bị trọng thương tại trận Stirling Bridge và qua đời vì vết thương của ông ở khoảng tháng 11.
Tuy nhiên vẫn có người con rằng Moray đã bị giết trong trận Stirling. Nhà viết sử Walter của Guisborough trong một tài liệu viết chi tiết về cuộc xâm lược này đã cho rằng các bức thư gửi từ Hexham trước đó có mang tên của Moray không chứng tỏ được gì. Wallace có thể đã bị buộc phải ban hành văn bản có tên người đã chết, vì Moray là trung gian của Wallace-người chỉ huy quân khởi nghĩa với giới quý tộc Scotland). Không có Moray, Wallace lại phải tiếp xúc với giới quý tộc luôn cảm thấy ông muốn chiếm đoạt sức mạnh của họ để thực thi quyền lực. Wallace tiếp tục nhân danh của Andrew Moray, đây là một thủ đoạn chính trị rất cần thiết để ông có thể điều hành quân đội trước khi ông được bổ nhiệm làm Huân tước giám hộ của vương quốc. Chỉ sau khi Wallace được phong tước Hiệp sĩ và được bổ nhiệm làm người giám hộ của Scotland ở khoảng thời gian trước tháng 3 năm 1298 thì việc nhân danh tên của Moray trong các công văn mới chấm dứt.